# Glengormley

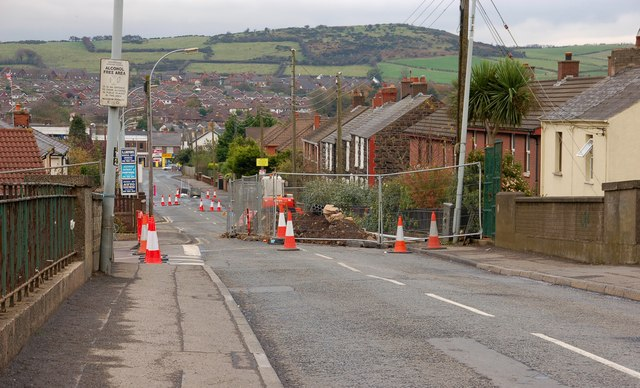
Hightown Road i Glengormley.

Glengormley (iriska: Glean Gorm Liath) är en stad i distriktet Antrim and Newtownabbey i Antrim i Nordirland. Staden ligger intill gränsen till Belfast och har även växt ihop mer eller mindre med huvudstaden. Det som skiljer Belfast från Glengormley är vägarna till städerna Ballyclare och Antrim.